# 単元株
単元株(たんげんかぶ)とは、会社法上の法律用語で、株主総会での議決権行使や株式売買を円滑にするために必要な一定数(一単元)の量の株式数をいう(会社法第188条)。株式発行企業は最低売買単位である単元を自由に設定できるが、1,000及び発行済株式総数の1/200のうち小さい方に当たる数が1単元の上限と定められている（会社法施行規則第34条)。日本の上場内国株式は100株。また、単元株式数に満たない株式のことを単元未満株式という(会社法189条)。
会社法について以下では、条数のみ記載する。

## 単元株制度
- 単元株制度自体は、旧額面株式制度の改革の経緯に由来するもので日本独自の制度といえる。
- 現行制度は旧単位株制度にかわり平成13年10月施行商法改正で導入された制度で、本来一株しか持たない株主でも株主権を全て認めるべきところを、経済合理性の面から一定の株式以上をまとめて「一単元」と称して単元株主には本来株主に認められる全ての権利を認める一方で、「単元未満」の株主には株主総会議決権などの権利を制限する制度(189条)を言う。
- 昭和56年商法改正時のように「50円額面を50,000円額面に強制的に引き上げて会社の株主管理コストを削減させる(その代わりに1,000株を1単位とする単位株制度が導入された)」ようなことを法定する時代背景もなくなり、(経済的合理性のために株主の権利を制限する制度であるので株主平等原則に反するという疑義もなされているものの)株主管理コストについてはそれぞれの会社自身で決定すべきとの考え方が定着している。
- 単元未満株式については買取請求権(192条)によって会社が買い取ることとされることに伴い株主の財産的価値は保護されるため、会社法では株主平等原則の明文化とともに単元株制度の本則化を行っている
- 従来の単位株制度は商法附則に定められており、全ての会社が端株制度へ移行するまでの経過措置とされていたが、採用が進まなかったこと等を踏まえ、会社法施行のタイミングで端株制度は廃止された。
- 単元株式数を減少、又は単元株式数についての定款の定めの廃止は、取締役の決定・取締役会設置会社にあっては取締役会の決議によって、定款を変更してすることができる(195条)。本来、定款変更は株主総会の特別決議とされているが、単元株式数の減少又は廃止については、株主の権利を毀損する恐れのない数少ない例外とされているため、このような取扱いになっている。

### 単元株式数の決め方
- 単元株式制度を導入するときは、その旨を定款に定め(188条1項)、取締役は株主総会において理由を説明しなければならない。(190条)
- 種類株式を発行している場合については、種類ごとに単元株式数を定めることができる。(188条3項)
- 上限については、会社の発行済み株式数が20万株未満の場合は発行済み株式数を200で割った数を一単元の上限とし、20万株以上の場合は一律1,000株を一単元の上限とする。(188条2項、会社法施行規則34条)
- 一度定めた単元株式数を減らす場合には取締役会決議等で機動的かつ柔軟に変更できるものの、単元株式数を増加させる変更については、議決権行使可能な株主が単元未満株主にされるおそれ等があるため、株主総会決議事項となる。(191条)
- 200と言う数値は旧商法で定められていた最低資本金制度(平成2年 - 平成18年)の最低資本額1,000万円を、旧額面株式制度(明治32年 - 平成13年)で定められていた最低券面額5万円で除した数と言われる。
- なお、上場企業については売買単位の集約が行われ、100株で統一されている[2][3]。

### 単元株式数の調べ方
単元株式数は会社の登記事項であり商業登記簿に記載されるため、会社の商業登記簿の閲覧により誰でも調べることが可能である。

### 上場企業の売買単位の集約
株券電子化に伴い一単元の株式数を何株とするかは、株主の計算上の便宜を図る以外にまったく制約がなくなったといえる。かつて、一単元は会社の株券発行単位とリンクしていたため3,000株、1,000株、500株、200株、100株、50株、20株、10株といった定めをしている上場会社が多く見られた。このような一単元=売買単位が複数存在する市場は国際的にも少数派であり、複数の売買単位が存在することで投資家の利便性を低下させる要因であると指摘されていた。そこで2007年に全国の証券取引所は、現在の売買単位を1000株又は100株に集約し、その後最終的に100株に集約することを目標に「売買単位の集約に向けた行動計画」を定め売買単位の集約に動いてきた。
当初は2012年4月に1000株又は100株への集約を完了する計画だったが、東日本大震災の影響等もあり延期を余儀なくされた。
2012年1月19日に1000株又は100株への集約期限を2014年4月1日とすることが決まった。2014年4月1日をもって1000株又は100株への移行期間を終了し今後は100株への統一のための移行期間に入ったことを発表したが、一部に遅れがあり、2014年11月10日にノアが上場廃止となったことで全上場企業が1000株又は100株を単元とするようになった。
2018年10月1日時点で、三井ホームを除く上場企業はすべて100株単元への切り替えを終えたが、1000株単元であった三井ホームは三井不動産による完全子会社化が行われることとなったため、9月26日時点で整理銘柄となっており、10月12日の上場廃止まで1000株単元のまま存置され、以降は全て100株となった。
東京証券取引所では有価証券上場規程第427条の2により、100株以外にすることは禁止されている。東京証券取引所においては、望ましい投資単位は有価証券上場規程第445条により5万円以上50万円未満となっているので、望ましい株価は500円以上5000円未満となっている。

## 単元未満株式

### 概要
単元未満株式については、議決権をはじめとする株主権が制限される。もっとも、定款の定めにより制限できない権利等もあり、それらは以下のとおり。(189条2項)
1. 全部取得条項付種類株式の取得対価の交付を受ける権利
2. 株式会社による取得条項付株式の取得と引換えに金銭等の交付を受ける権利
3. 株式無償割当てを受ける権利
4. 単元未満株式を買い取ることを請求する権利
5. 残余財産の分配を受ける権利
6. 前各号に掲げるもののほか、法務省令で定める権利
  1. 発起人等が定款を閲覧請求する権利(31条)
  2. 株主名簿記載事項(信託財産に関する記載の請求をした場合、当該株主の有する株式が信託財産に属する旨を含む。)を記載した書面の交付又は当該株主名簿記載事項を記録した電磁的記録の提供を請求する権利(122条1項)
  3. 株主名簿閲覧謄写請求する権利
  4. 株主名簿への記載または記録の請求(次に掲げる事由により取得した場合における請求に限る。)をする権利
    1. 相続その他の一般承継
    2. 吸収分割又は新設分割による他の会社がその事業に関して有する権利義務の承継
    3. 株式交換又は株式移転による他の株式会社の発行済株式の全部の取得
    4. 所在不明株主の株式の競売等による売却
    5. 端株が発生した場合の売却
    6. 競売

  5. 譲渡制限株式の取得に関する会社の承認を受ける請求をする権利
  6. 株式会社が行う次に掲げる行為により金銭等の交付を受ける権利
    1. 株式の併合
    2. 株式の分割
    3. 新株予約権無償割当て
    4. 剰余金の配当
    5. 組織変更

  7. 株式会社が行う次に掲げる行為により定める者が交付する金銭等の交付を受ける権利
    1. 吸収合併(会社以外の者と行う合併を含み、合併により当該株式会社が消滅する場合に限る。)　当該吸収合併後存続するもの
    2. 新設合併(会社以外の者と行う合併を含む。)　当該新設合併により設立されるもの
    3. 株式交換　株式交換完全親会社
    4. 株式移転　株式移転設立完全親会社

### 株券
株券を発行する会社は、単元未満株式に係る株券を発行しないことができる旨を定款で定めることができる。(189条3項)
単元未満株主の権利を制限できないものとして、株券発行会社の場合について、特に以下のとおり定めがある。
1. 次に掲げる権利
  1. 発起人等が定款を閲覧請求する権利
  2. 株主名簿閲覧謄写請求する権利
  3. 株式会社が行う次に掲げる行為により金銭等の交付を受ける権利
    1. 株式の併合
    2. 株式の分割
    3. 新株予約権無償割当て
    4. 剰余金の配当
    5. 組織変更

  4. 株式会社が行う次に掲げる行為により定める者が交付する金銭等の交付を受ける権利
    1. 吸収合併(会社以外の者と行う合併を含み、合併により当該株式会社が消滅する場合に限る。)　当該吸収合併後存続するもの
    2. 新設合併(会社以外の者と行う合併を含む。)　当該新設合併により設立されるもの
    3. 株式交換　株式交換完全親会社
    4. 株式移転　株式移転設立完全親会社
2. 株主名簿への記載または記録の請求をする権利
3. 譲渡制限株式の取得に関する会社の承認を受ける請求をする権利
4. 単元未満株券不発行の定款の定めがある場合以外の場合における株券の発行を請求する権利
5. 単元未満株券不発行の定款の定めがある場合以外の場合における株券の所持を希望しない旨の申出をする権利

### 単元未満株式買取請求
単元未満株主は、株式会社に対し、自己の有する単元未満株式を買い取ることを請求することができる(192条)。

### 単元未満株式売渡請求(買増制度)
単元株制度を導入している会社では、単元株未満株主による買増請求制度(所有の単元未満株式と併せて１単元となる数の株式を会社に買増請求することを可能にする制度；194条)の導入を定款で定めることにより可能とすることができる。
単元未満株式買増制度を採用している会社の単元未満株主が行使できるこうした権利を会社法上では「単元未満株式売渡請求」権と称しているが、これは株主を主体としてみたときに会社が自己株式を売渡すことを請求することができると言う意味であり、会社が株主に対して株式の売渡を請求するものではない(会社がそのような請求ができるのは非公開会社株式が相続された場合や108条により発行された取得条項付き株式について生じる場合など限定的である)。
単元未満株式売渡請求を受けた株式会社は、当該単元未満株式売渡請求を受けた時に単元未満株式の数に相当する数の株式を有しない場合は、請求に応じないことが出来る(194条3項)。

### 単元未満株の取引
単元未満株式を株式市場で取引することはできないが、市場外では単元未満の取引も可能であり、証券会社によっては単元の10分の1を単位とした株式ミニ投資（ミニ株）や、1株単位の売買サービスを行なっている例もある（例：野村證券、楽天証券）。なお、単元未満の株式についても証券保管振替機構（ほふり）の管理対象となっており、名義書換なども可能である。

## 上場会社の表示株価と取引株価の誤解
日本の上場会社の株式を売買する場合に相場として表示される株価は1株単位のものであり、取引所表示株価に単元株式数を乗じた額が実際の取引株価となる。この点は株式市場で一般投資家の誤認を生じさせる可能性が高く株式投資解説書などに頻繁に注意として表示されているが、証券取引所は旧商法が単元株制度を過渡的制度として捉えていた点を重視していることや表示株価と取引株価が違うのは商習慣であることなどから、株価の二重表示について特段の措置を取っておらず、会社法で単元株制度が本則化された後もこの姿勢に変化はない。